# Consiglio di governo iracheno

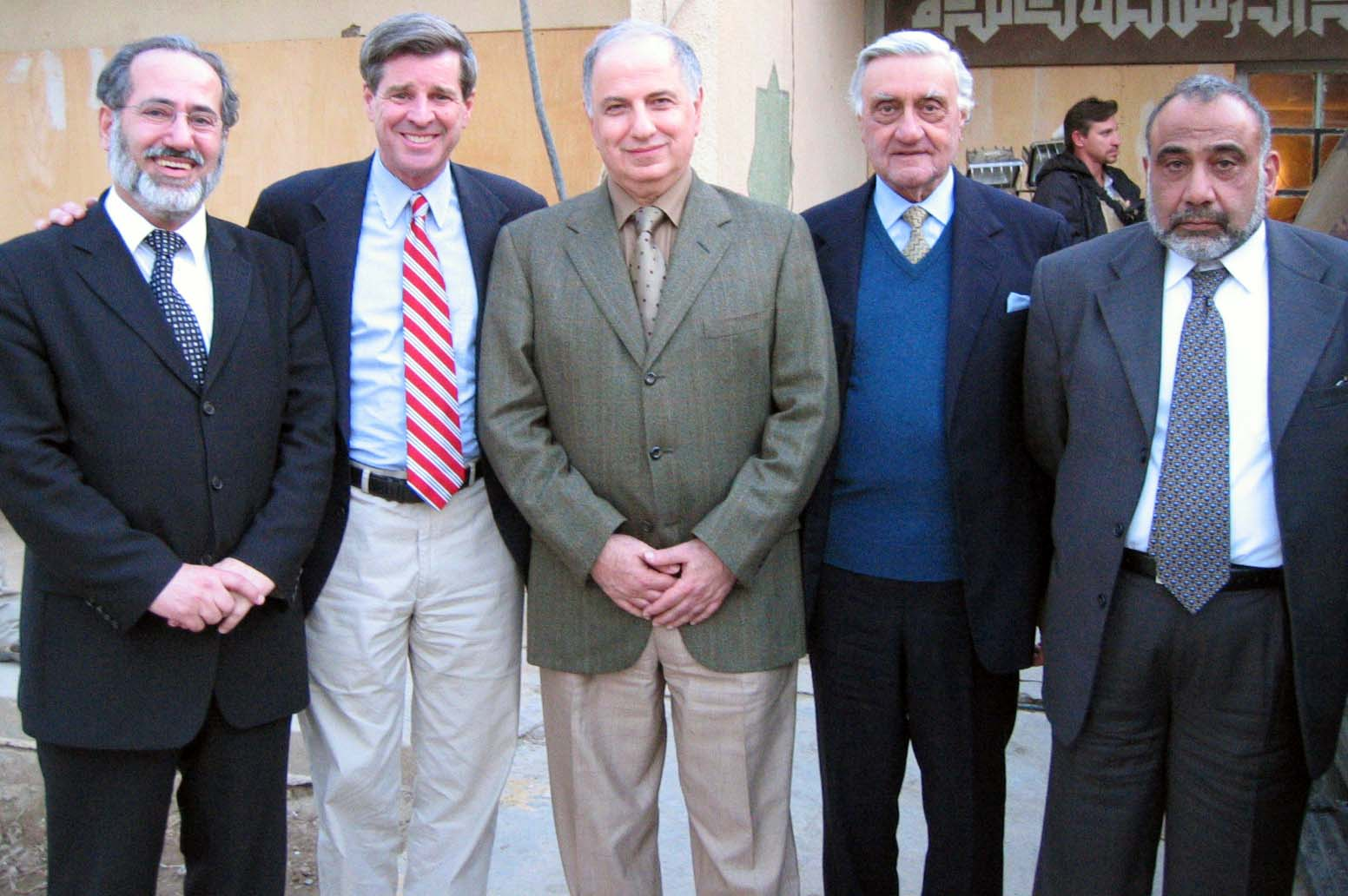
Paul Bremer con alcuni componenti del Consiglio di governo iracheno, tra cui Ahmad Chalabi (al centro) e Adnan Pachachi (accanto a lui).

Il Consiglio di governo iracheno, CGI (in arabo مجلس الحكم العراقي‎?, Majlis al-ḥukm al-ʿirāqī), è stato il governo provvisorio dell'Iraq dal 13 luglio 2003 al 1º giugno 2004. Fu istituito e posto sotto il controllo della Coalizione legittimata dalle Nazioni Unite - l'Autorità Provvisoria di Coalizione (APC). Il Consiglio di governo iracheno era costituito da diversi politici iracheni e da capi tribù, nominati dall'APC per assicurare una conduzione accettabile al Paese occupato dalle forze statunitensi e della Coalizione guidata dagli USA fino al trasferimento di sovranità previsto per il giugno 2004 al governo ''ad interim'' iracheno (che sarebbe stato sostituito nel maggio 2005 dal governo di transizione iracheno, destinato a sua volta a cedere il posto l'anno successivo al primo governo iracheno permanente).
Il Concilio comprendeva diverse etnie e realtà culturali e religiose: 13 sciiti, cinque Arabi sunniti, cinque Curdi (anch'essi sunniti), un turcomanno Iracheno e un Assiro. Tre di costoro erano di sesso femminile.
Nel settembre 2003, il Consiglio di governo iracheno ottenne il riconoscimento regionale da parte della Lega Araba, che si espresse favorevolmente al mantenimento a suo nome del seggio spettante all'Iraq. Il 1º giugno 2004, il Consiglio si disciolse dopo aver scelto come Presidente dell'istituendo Governo ad interim iracheno, Ghazi Mash'al Ajil al-Yawar. La piena sovranità del Paese fu trasferita al governo ad interim e l'Autorità Provvisoria di Coalizione disciolta il 28 giugno di quell'anno.

## Informazioni generali
Malgrado fosse assoggettata all'autorità del responsabile dell'APC, Paul Bremer, il Consiglio fruì di numerosi poteri-chiave. Tra le sue prerogative figuravano la nomina di rappresentanti presso le Nazioni Unite, la nomina di ministri ad interim nei posti eventualmente resisi vacanti nel governo stesso e la stesura di una Costituzione provvisoria, la "Legge per l'amministrazione dello Stato dell'Iraq per il periodo transitorio". Essa precisò le disposizioni che dovevano regolamentare il Consiglio di governo iracheno, e la scadenza entro cui indire le elezioni parlamentari per l'Assemblea Nazionale, chiamata a stendere una costituzione permanente da sottoporre al voto del popolo iracheno, e le elezioni per un governo non più provvisorio ma permanente.
Sebbene dovessero rispondere all'Autorità Provvisoria di Coalizione, diverse fazioni assunsero posizioni controverse.

I "duri" tra i religiosi colsero una grande vittoria allorché fu approvata una direttiva in 137 passaggi il 29 dicembre 2003. Approvata dal Consiglio in meno di 15 minuti, essa sostituiva l'antica Legge di Famiglia d'impronta secolare, sostituita da una nuova Legge che faceva forte riferimento alla Shari'a. Ciò indusse a vaste proteste molte donne irachene, timorose che questo avrebbe potuto colpire la loro libertà di prendere decisioni autonomamente in tema di matrimonio e alimenti, e in molte altre fattispecie legali per cui l'Iraq era stato leader nel mondo arabo per i diritti delle donne.
 
Furono approvati dal Consiglio altri provvedimenti legali, incluso quello di proclamare la caduta di Baghdad festività nazionale, di istituire un Tribunale Speciale per giudicare il passato governo di Saddam e di mettere al bando le emittenti televisive sospettate di sostenere in qualche modo la resistenza.
 
Fu scelta inoltre una nuova bandiera: causa di ampie polemiche per la somiglianza del nuovo vessillo con quello d'Israele, tanto che non fu presa infine alcuna decisione di sostituirlo.
In base alla "Legge per l'amministrazione dello Stato dell'Iraq per il periodo transitorio", la costituzione provvisoria che il Consiglio aveva approvato, il Consiglio sarebbe dovuto cessare dalle sue funzioni dopo il 30 giugno 2004, e a quel momento la piena sovranità sarebbe stata restaurata per l'Iraq, e il governo sarebbe stato sostituito da un nuovo gabinetto ad interim. Invece, il Consiglio scelse di autosciogliersi prematuramente.

### Presidenti del Consiglio di governo iracheno
| Nome                              | Assunzione dell'incarico | Cessazione dall'incarico | Partito politico                                      |
| --------------------------------- | ------------------------ | ------------------------ | ----------------------------------------------------- |
| Muhammad Bahr al-'Ulum (I volta)  | 13 luglio 2003           | 31 luglio 2003           | Indipendente                                          |
| Ibrahim al-Ja'fari                | 1º agosto 2003           | 31 agosto 2003           | Partito Islamico Da'wa                                |
| Ahmad Chalabi                     | 1º settembre 2003        | 30 settembre 2003        | Congresso Nazionale Iracheno                          |
| Iyad Allawi                       | 1º ottobre 2003          | 31 ottobre 2003          | Patto Nazionale Iracheno                              |
| Jalal Talabani                    | 1º novembre 2003         | 30 novembre 2003         | Unione Patriottica del Kurdistan                      |
| Abd al-'Aziz al-Hakim             | 1º dicembre 2003         | 31 dicembre 2003         | Consiglio Supremo per la Rivoluzione Islamica in Iraq |
| Adnan Pachachi                    | 1º gennaio 2004          | 31 gennaio 2004          | Assemblea dei Democratici Indipendenti                |
| Mohsen 'Abd al-Hamid              | 1º febbraio 2004         | 29 febbraio 2004         | Partito Islamico Iracheno                             |
| Muhammad Bahr al-'Ulum (II volta) | 1º marzo 2004            | 31 marzo 2004            | Indipendente                                          |
| Mas'ud Barzani                    | 1º aprile 2004           | 30 aprile 2004           | Partito Democratico del Kurdistan                     |
| 'Izz al-Din Salim                 | 1º maggio 2004           | 17 maggio 2004           | Partito Islamico Da'wa                                |
| Ghazi Mash'al Ajil al-Yawar       | 17 maggio 2004           | 1º giugno 2004           | Indipendente                                          |

### Membri del Consiglio di governo iracheno
N.B. La presidenza irachena ruotava mensilmente tra i nove componenti del Consiglio. (Cfr. Presidenti dell'Iraq).
| Nome | Partito politico                                            | Etnia e religione |
| --- | ----------------------------------------------------------- | ----------------- |
| Samir Shakir Mahmud                                                                                       | Indipendente                                                | Arabo             |
| Songhul Chapuk ossia Ṣōnghūl Jābūk (صونغول جابوك)                                                         | Indipendente                                                | Turkmeno          |
| Wa'il 'Abd al-Latif                                                                                       | Indipendente                                                | Arabo sciita      |
| Muwaffak al-Ruba'i                                                                                        | Indipendente                                                | Arabo sciita      |
| Dara Nur al-Din                                                                                           | Indipendente                                                | Curdo sunnita     |
| Ahmad al-Barak                                                                                            | Indipendente                                                | Arabo sciita      |
| Raja Habib al-Khuza'i                                                                                     | Indipendente                                                | Arabo sciita      |
| Muhammad Bahr al-'Ulum                                                                                    | Indipendente                                                | Arabo sciita      |
| Aquila al-Hashimi Assassinato il 25 settembre 2003 Sostituito da Salama al-Khufaji l'8 dicembre 2003      | Indipendente (Ucciso il 25 settembre 2003) (Ba'th pre-2003) | Arabo sciita      |
| Ahmad Chalabi                                                                                             | Congresso Nazionale Iracheno                                | Arabo sciita      |
| Nasir al-Chaderchi                                                                                        | Partito Nazional Democratico                                | Arabo sunnita     |
| Adnan Pachachi                                                                                            | Assemblea dei Democratici Indipendenti                      | Arabo sunnita     |
| Mas'ud Barzani                                                                                            | Partito Democratico del Kurdistan                           | Curdo sunnita     |
| Jalal Talabani - Primo e attuale Presidente dell'Iraq                                                     | Unione Patriottica del Kurdistan                            | Curdo sunnita     |
| Abd al-'Aziz al-Hakim                                                                                     | SCIRI                                                       | Arabo sciita      |
| Younadem Kana                                                                                             | Movimento Democratico Assiro                                | Assiro cristiano  |
| Salaheddin Bahaeddin                                                                                      | Unione Islamica del Kurdistan                               | Curdo sunnita     |
| Mahmud 'Othman                                                                                            | Partito Socialista Democratico del Kurdistan                | Curdo sunnita     |
| Hamid Majid Musa                                                                                          | Partito Comunista Iracheno                                  | Arabo sciita      |
| Ghazi Mash'al Ajil al-Yawar (Ultimo Presidente del Consiglio, servì ad interim come Presidente dell'Iraq) | Indipendente                                                | Arabo sunnita     |
| Mohsen 'Abd al-Hamid                                                                                      | Partito Islamico Iracheno                                   | Arabo sunnita     |
| Iyad Allawi (Servì come Primo Ministro dell'Iraq ad interim)                                              | Patto Nazionale Iracheno                                    | Arabo sciita      |
| Abd al-Karim Mahud al-Muhammadawi                                                                         | Movimento Hezbollah in Iraq                                 | Arabo sciita      |
| Ibrahim al-Ja'fari (Servì come secondo Primo Ministro dell'Iraq ad interim)                               | Partito Islamico Da'wa                                      | Arabo sciita      |
| 'Izz al-Din Salim (morto per una vettura esplosiva il 17 maggio 2004)                                     | Partito Islamico Da'wa                                      | Arabo sciita      |

### Primo governo del CGI
Il 1º settembre 2003, il Consiglio nominò il suo primo Gabinetto. Esso era così composto:
- Ministro delle Comunicazioni — Haydar al-'Abbadi
- Ministro dei Lavori Pubblici — Nesrin Mustafa Siddiq Berwari
- Ministro delle Costruzioni e degli Alloggi — Bayan Baqir Solagh
- Ministro dell'Ambiente — 'Abd al-Rahman Siddiq Karim
- Ministro del Commercio — 'Ali 'Abd al-Amir 'Allawi
- Ministro della Pianificazione — Mahdi al-Hafiz
- Ministro dell'Istruzione — 'Ala' al-Din 'Abd al-Saheb al-'Ulwan
- Ministro dell'Istruzione Superiore — Zayad 'Abd al-Razzaq Muhammad Aswad
- Ministro della Cultura — Mufid Muhammad Jawad al-Jaza'iri
- Ministro dei Diritti dell'Uomo — 'Abd al-Basit Turki (dimissionario nell'aprile 2004)
- Ministro degli Affari Esteri — Hōshyār Zebārī
- Ministro degli Interni — Nuri al-Badran (dimissionario nell'aprile 2004 e sostituito da Samīr al-Ṣumaydāʿī)
- Ministro dell'Agricoltura — 'Abd al-Amir 'Abbud Rahima
- Ministro dello Sport e della Gioventù — Ali Fa'ik al-Ghadban
- Ministro della Sanità — Dr. Khudayr 'Abbas
- Ministro dell'Industria e Miniere — Muhammad Tawfiq Rahim
- Ministro della Giustizia — Hashim 'Abd al-Rahman al-Shibli
- Ministro della Scienza e Tecnologia — Rashad Mandan 'Omar
- Ministro del Lavoro e degli Affari Sociali — Sami Izara al-Majun
- Ministro dell'Elettricità — Ayham al-Samarra'i
- Ministro delle Finanze — Kamil Mubdir al-Kaylani
- Ministro dell'Immigrazione e dei Rifugiati — Muhammad Jassem Khudayr
- Ministro delle Risorse Idriche — 'Abd al-Latif Rashid
- Ministro del Petrolio — Ibrahim Muhammad Bahr al-'Ulum
- Ministro dei Trasporti — Behnam Zayya Polis

Le cariche di ministro della Difesa e delle Informazioni dell'epoca di Saddam Hussein, furono abolite.